# Marmande (Fluss)
Die Marmande ist ein Fluss in Frankreich, die in den Regionen Auvergne-Rhône-Alpes und Centre-Val de Loire verläuft.
Sie entspringt im Gemeindegebiet von Cérilly und mündet nach rund 46 Kilometern im Stadtgebiet von Saint-Amand-Montrond als rechter Nebenfluss in den Cher. In seinem Oberlauf wurde er zum Stausee Étang de Pirot aufgestaut und zur Wasserversorgung des ehemaligen Schifffahrtskanals Canal de Berry genutzt. Er erreicht östlich von Charenton-du-Cher den Kanal, der ihm bis zur Mündung in den Cher als Seitenkanal folgt. Etwa zwei Kilometer vor Erreichen von Saint-Amand-Montrond quert der Fluss den Kanal in spektakulärer Weise auf gleichem Wasserniveau. 

## Durchquerte Départements
- Allier
- Cher

## Orte am Fluss
- Cérilly
- Charenton-du-Cher
- Saint-Amand-Montrond